# District de Yangling
Le district de Yangling (杨陵区 ; pinyin : Yánglíng Qū) est une subdivision administrative de la province du Shaanxi en Chine. Il est placé sous la juridiction de la ville-préfecture de Xianyang.